# Fadiga de atenção direcionada
Fadiga da atenção dirigida (FAD) é um fenômeno neuropsicológico que resulta do uso excessivo dos mecanismos inibitórios de atenção do Cérebro, responsáveis por lidar com distrações externas enquanto se mantém o foco em uma tarefa específica. A maior ameaça a um determinado foco de atenção é a competição de outros estímulos que podem causar uma mudança de foco. Isso ocorre porque o foco em um pensamento particular é mantido pela inibição de todas as distrações potenciais, e não pelo fortalecimento daquela atividade mental central.
A fadiga da atenção dirigida ocorre quando uma parte específica do sistema inibitório global do cérebro fica sobrecarregada devido à supressão de um número crescente de estímulos. Essa condição temporária não é uma doença clínica nem um transtorno de personalidade. Trata-se antes de uma fadiga temporária dos mecanismos inibitórios no cérebro.
De acordo com a teoria da inibição, é natural alternar entre períodos de atenção e distração. Embora os esforços possam envolver tarefas muito diferentes, cada estímulo recebido aciona o mesmo mecanismo de atenção dirigida.[carece de fontes?]

## Sintomas e sinais
Níveis extremos de fadiga mental levam à incapacidade de realizar tarefas rotineiras e aumentam a irritabilidade. Estudos em que participantes executam tarefas que exigem alta atenção sob condições de grande distração revelam o quão desagradável pode ser uma pessoa mentalmente fatigada. Após essa experiência, os indivíduos têm menor probabilidade de ajudar alguém em necessidade. Eles também se mostram mais agressivos, menos tolerantes e menos sensíveis a sinais socialmente importantes. A fadiga relatada pelos participantes desses estudos é induzida por tarefas de alta intensidade atencional, e os efeitos observados dessa fadiga estão correlacionados com declínio no controle inibitório. Os sinais de fadiga da atenção dirigida incluem sensação temporária de distração excessiva, impaciência, esquecimento ou irritabilidade sem que haja doença associada. Em formas mais graves, pode levar a julgamentos equivocados, apatia ou acidentes, e contribuir para o aumento dos níveis de estresse.[carece de fontes?]
Existem seis grandes áreas de processamento mental afetadas no início da FAD, a saber:
1. Entrada – a pessoa pode experimentar percepções incorretas e deixar de captar sinais sociais.
2. Pensamento – podem surgir sensações de inquietação, confusão, esquecimento e/ou diminuição da metacognição.
3. Comportamento – podem ocorrer impulsividade e imprudência, com redução do limiar entre pensamentos e ações, levando a comportamentos fora de caráter.
4. Funções executivas – há dificuldade em planejar e tomar decisões apropriadas, resultando em julgamento prejudicado.
5. Emoções – propensão a irritabilidade e sensações de desconforto.
6. Interações sociais – aumento da irritabilidade e frequência de sentimentos antissociais.

A sobreposição de sintomas dessas seis categorias é altamente indicativa de fadiga da atenção dirigida.

### Ligação com TDAH
Alguns sintomas do TDAH espelham de perto os da fadiga da atenção dirigida. Assim como na FAD, o TDAH envolve o córtex pré-frontal. Especificamente, observa-se menor atividade do córtex pré-frontal direito em crianças com TDAH. Experimentos indicaram que a gravidade dos sintomas do TDAH pode ser correlacionada ao grau de assimetria do fluxo sanguíneo entre o córtex pré-frontal esquerdo e direito. É possível que FAD e TDAH compartilhem perturbação do mesmo mecanismo subjacente, e evidências clínicas recentes mostraram que os mesmos tratamentos aplicados à fadiga da atenção dirigida podem reduzir sintomas de TDAH em crianças. Contudo, é importante notar que, ao contrário do TDAH, a FAD é uma condição temporária e não um transtorno clínico.

## Causas
O surgimento da fadiga da atenção dirigida pode ser desencadeado por diversas atividades que utilizam o sistema inibitório do cérebro. Entre elas estão realizar multitarefas, trabalhar em ambiente com ruído de fundo perturbador, falta de sono, e mudanças rápidas de foco durante prolongados períodos de atenção. A FAD também pode ser provocada pela execução de tarefas que exigem alta concentração, como resolver quebra-cabeças ou aprender conceitos não familiares. Fatores externos, como estresse de emergências, exames ou prazos de trabalho, também podem induzir a FAD. Qualquer doença ou lesão cerebral que interrompa circuitos envolvidos na manutenção da atenção e na inibição de estímulos externos (por exemplo, o córtex parietal posterior) pode contribuir para o desenvolvimento da fadiga da atenção dirigida.

## Anatomia
A atenção dirigida, ou atenção voluntária, requer grande concentração e foco, sendo empregada em tarefas como a resolução de problemas. Esse tipo de atenção utiliza os mecanismos inibitórios do cérebro, que ajudam a bloquear estímulos irrelevantes para a tarefa em questão. Várias regiões cerebrais participam da manutenção da atenção dirigida, principalmente aquelas localizadas nos lobos frontal e parietal. Especificamente, esse mecanismo envolve o córtex pré-frontal (CPF), o córtex cingulado anterior (CCA) e os gânglios basais do tronco encefálico. Estudos de fMRI demonstraram alterações no CCA e no córtex pré-frontal lateral, possivelmente decorrentes de maior conectividade entre essas áreas. Evidências indicam também que o córtex frontal inferior direito (CFID) desempenha papel especializado na inibição de respostas, integrando informações bottom-up e facilitando comportamentos orientados a objetivos. Embora essas regiões sejam reconhecidas como envolvidas na FAD, seus mecanismos moleculares específicos ainda não são conhecidos.

## Diagnóstico

### Diagnóstico diferencial
O conceito de estresse é usado em muitas situações descritas como fadiga mental, mas difere claramente. O estresse envolve preparação para um evento avaliado como ameaçador ou prejudicial. Embora a fadiga mental possa resultar de circunstâncias estressantes, também surge do trabalho intenso em um projeto de que se gosta. Nesses casos, não há antecipação de ameaça, mas ainda assim ocorre a fadiga. Característico da fadiga mental é a dificuldade de concentração: para quem está mentalmente fatigado, prestar atenção em algo desinteressante é penoso, mesmo que focar em algo de grande interesse não represente desafio.
Assim, existem dois tipos de atenção, distinguidos pelo esforço exigido e pelas mudanças em seu desvio:
1. Atenção involuntária refere-se à atenção que não requer esforço algum, como quando algo emocionante acontece.
2. Atenção voluntária, ou atenção dirigida, exige grande esforço, como em tarefas monótonas ou entediantes.[15][falta página]

## Tratamento
Para reduzir o impacto da FAD, recomenda-se diminuir o número de distrações no ambiente externo, tentar esvaziar a mente de distrações internas e fazer breves pausas durante longos períodos de foco. A fadiga da atenção dirigida pode ser aliviada com sono suficiente, pois os químicos inibitórios da atenção se reabastecem durante o descanso.
Um ambiente esteticamente agradável também pode ter função restauradora contra a fadiga mental. Pesquisas mostram que experiências restaurativas, como limpar a mente e refletir sobre a vida e prioridades, podem ajudar no combate à fadiga da atenção dirigida. Conforme investigado pela teoria da restauração da atenção, ambientes naturais — florestas, paisagens montanhosas ou praias — são especialmente eficazes na recuperação da atenção, talvez por conterem grande variedade de estímulos relativamente fracos, estimulando divagações mentais enquanto relaxam o foco estrito.

## Pesquisas
Pesquisas em andamento examinam formas de reduzir a incidência de FAD e sugerem que a exposição ao ambiente natural pode aliviar seus sintomas. Entre os principais contribuintes estão Rachel e Stephen Kaplan, psicólogos ambientais da Universidade de Michigan, que descobriram que longos períodos de atenção focada podem causar fadiga da atenção dirigida e que sua recuperação ocorre com a exposição à natureza.
Estudos adicionais indicam que até breves exposições a ambientes urbanos movimentados podem afetar a capacidade de manter a atenção em uma tarefa. Descobertas experimentais sugerem que passar tempo em ambientes naturais ou mesmo olhar imagens da natureza melhora a manutenção da atenção dirigida.
O Laboratório de Paisagem e Saúde Humana (LHHL) realizou estudos relacionando fadiga da atenção dirigida, irritabilidade e agressividade, sugerindo que pessoas sem acesso a ambientes restaurativos apresentam mais comportamentos agressivos e que comunidades com maior cobertura vegetal tendem a ser mais seguras e ter residentes com melhor nível de atenção. Experimentos mais recentes do LHHL mostram que crianças com déficit de atenção aumentam seu nível de concentração após caminhadas ao ar livre.
Uma revisão de 2022 por Sun et al. analisou se a fadiga da atenção dirigida diminui após exposição à natureza em atletas mentalmente fatigados. Alguns estudos usaram caminhadas na natureza, vídeos, fotografias ou sons naturais, como canto de pássaros.
Estudos específicos com pacientes oncológicos sugerem que a FAD pós-operatória melhora significativamente após atividades restaurativas ao ar livre por 20 minutos diários.